# Spizocorys
Spizocorys és un gènere d'ocells de la família dels alàudids (Alaudidae ).

## Taxonomia
Segons la Classificació del Congrés Ornitològic Internacional (versió 10.2, 2020) aquest gènere està format per 7 espècies:
- Spizocorys obbiensis - alosa d'Obbia.
- Spizocorys sclateri - alosa de Sclater.
- Spizocorys starki - alosa de Stark.
- Spizocorys fremantlii - alosa cuacurta.
- Spizocorys personata - alosa emmascarada.
- Spizocorys fringillaris - alosa de Botha.
- Spizocorys conirostris - alosa de bec rosa.